# جمال إسماعيل
جمال إسماعيل (20 فبراير 1933 - 18 ديسمبر 2013)، ممثل مصري.

## حياته
ولد في محافظة الشرقية عام 1933 وحاصل على ليسانس آداب قسم تاريخ جامعة عين شمس عام 1957 وحاصل أيضا على بكالوريوس المعهد العالي للفنون المسرحية عام 1956 التحق بالفرق النموذجية بالمسرح الشعبي. حيث كانت تابعة لمصلحة الفنون. عُيّن مفتشا للمسرح بمحافظة الإسكندرية عام 1958. وقام بإخراج عروض الفرقة المدرسية والجامعات وحفلات الشركات. كما قام بالإشراف على تكوين فرقة الفنون بالشعر عام 1961 انضم إلى فرقة التلفزيون. حيث اشترك في مسرحية شيء في صدري. وقدم بعد ذلك مسرحيات. ومهرجان الحب. وممنوع الستات عام 1963. والدبور. والسكرتير الفني والعفاريت الزرق 1968 سيدتي الجميلة 1969 وطبق سلطة وسندريلا والملاح. ويا ما كان في نفسي. وفي بيتنا نونو. وحبيبتي يا مصر، ويا مالك قلبي. والحب في الصندوق. وخشب الورد والشحاتين. والعالمة باشا. وحلاوة زمان. وتتجوزيني يا عسل. وفي التلفزيون قدّم عدد من المسلسلات والسهرات منها حاجة تجنن، وعود سي السيد، إنتقام امراة، عائلة الأستاذ شلش، ليالي الحلمية، وبين القصرين، والمحروسة، وحكايات زمان، وفستان الأميرة، والسوق، ونهاية العالم ليست غدا، والجزء الثاني من المال والبنون. كما عمل بكثرة في مسلسلات الأطفال التليفزيونية رغم أدواره فإنه من الممثلين الذين يملأون الشاشة حضورا ولا شك أنه استغاء من عمله بالمسرح بقوة سواء في نبرته الصوتية. أنه يعطى لكل دور حقه. وقليل ما يقابل دور تافها. تابعه في القتلة، الأسطي المدير، حسن اللول، اللعب مع الكبار.

## أعماله

### الأفلام
| 1. تيتو 2008 2. رمضان مبروك أبو العلمين حموده 2008 3. طباخ الريس 2008 4. مهمة صعبة ضيف شرف 2006 5. حرب أطاليا والد ياسين 2005 6. علي سبايسي 2005 7. مافيا والد حسين 2002 8. اختفاء جعفر المصري (2002) 9. الظالم والمظلوم (1999) 10. عرق البلح (1999) 11. حسن اللول (1997) 12. أقوى الرجال 1993 | 1. الثعالب 1993 2. ديك البرابر 1992 3. المشاغبون في نويبع 1992 4. اللعب مع الكبار 1991 5. يا ناس يا هووه 1991 6. جزيرة الشيطان الريس حامد 1990 7. المولد 1989 8. الأسطي المدير 1988 9. القرداتي المعلم بيومي 1987 10. كدابين الزفة (198 11. قضية عم أحمد شكري عبد اللطيف 1985 12. أنتخبوا الدكتور سليمان عبد الباسط 1981 13. فتوات بولاق 1981 | 1. صراع العشاق 1981 2. وداعا للعذاب 1981 3. أبو البنات 1980 4. إحنا بتوع الأتوبيس الجلاد عبد المعطي 1979 5. رجال لا يعرفون الحب العقيد الشرطة فتحي 1979 6. أولاد الحلال 1978 7. المجرم 1978 8. سكة العاشقين 1978 9. شهادة مجنون 1978 10. ومن الحب ما قتل 1978 11. العذاب امرأة 1977 12. وعادت الحياة 1976 | 1. فيفا زلاطا 1976 2. يارب توبة 1975 3. المرأة التي غلبت الشيطان 1973 4. مدينة الصمت 1973 5. نحن الرجال طيبون 6. عريس بنت الوزير 7. القتلة 1971 8. غرام في الطريق الزراعي 1971 9. مجرم تحت الإختبار 1969 10. حب وخيانة 1968 11. العقلاء الثلاثة 1965 12. شفيقة القبطية 1963 13. بياعة الجرايد 1963 |

### المسلسلات
| 1. مكان في القصر (مسلسل) (2013) 2. أدم وجميلة (2013) 3. القاصرات (2013) 4. خلف الله (2013) 5. الريان (2011) 6. بفعل فاعل (2010) 7. الفرسان 8. فستان فرح (2009) (لم يعرض بعد) 9. أدهم الشرقاوي (2009) (جاري إنتاجه) 10. شط إسكندرية (2008) 11. قلب ميت (2008) | 1. أيام الرعب والحب (2008) 2. دموع القمر (2008) 3. أزهار 4. قضية رأي عام 2007 الحاج صالح 5. الملك فاروق 2007 6. حق مشروع 2007 7. لحظات حرجة (2007).... 4 حلقات 8. أحلام لا تنام 2006 9. أيام شخلول 2006 10. العزبة 2006 | 1. تامر وشوقية مرسي 2006، 2007 2. حياتي أنت 2006 3. لا أحد ينام في الإسكندرية 2006 4. مواطن بدرجة وزير 2006 5. نعمى 2006 6. أحلام عادية 2005 7. العميل 1001 2005 8. خليها على الله 2005 9. المنصورية 2005 10. التوأم 2004 | 1. الليل وآخره 2003 2. رجل الأقدار 2003 3. قمر سبتمبر 2003 4. حد السكين (2003) 5. أم كلثوم (1999).... محمد البابلي 6. رياح الشرق (1998) 7. الضوء الشارد 8. بدارة (مسلسل) 9. المال والبنون (1990) عبد الحميد عنايت 10. دعوة للحياة (1989) 11. ليالي الحلمية: في دور بدوي والد أنيسة وعلية 12. دموع في عيون وقحة 13. انتقام امرأة (1983) 14. العرندس: من إنتاج تلفزيون قطر 15. خان الخليلي (1976) 16. المفسدون في الأرض . 1973 |

### من التمثيليات التلفزيونية
- -أبو قلب دهب - بدور المعلم زعتر
- زمن الحنين - بدور عارف

### الوفاة
توفي الفنان الكبير فجر الأربعاء 18 ديسمبر 2013 عن عمر ناهز ال80 عام، بعد صراع دام 6 أشهر مع مرض القلب، و أقيم له عزاء في مسجد (قوات المسلحة) في القاهرة، و حضر الكثير من الممثلين عزائه (أحمد السقا، محمد فؤاد، غادة عادل، فيفي عبده) وشهد العزاء حضور وزير الثقافة محمد صابر عرب و نقيب الفنانين أشرف زكي و المخرجة رباب حسين.